# 至点

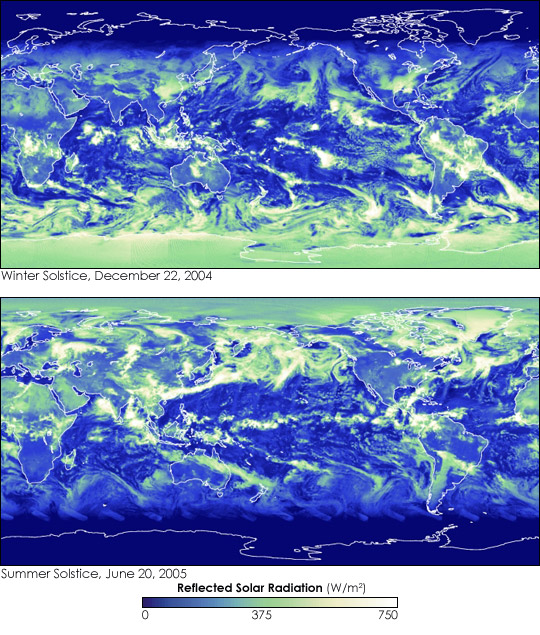
冬至（上）と夏至（下）における地球表面での太陽放射の反射量 (W/m^{2}) を示す図。白いほど反射量が大きい

至点（してん、solstice）とは1年に2回、天球上において太陽の赤道面からの距離が最大となる瞬間、またはその時の太陽の位置を指す語である。至点を意味する英語の solstice はラテン語の solstitium という語に由来する。これは sol （太陽）と動詞 sistere （静止する）を語源としており、至点では太陽の赤緯の増減が止まり、最大または最小の値に達することによる。太陽が至点に達する日（夏至・冬至）は分点に達する日（春分・秋分）とともに季節に関連している。いくつかの言語圏ではこれらの日がそれぞれの季節の始まりを表す日として用いられている。また、これらの日を各季節の中間とする文化圏もある（例として、北半球の英語圏では夏至の日の前後の期間を midsummer と呼び、夏至の2、3日後である6月24日を Midsummer's Day と呼んでいる）。
| 年   | 春分 (3月) | 春分 (3月) | 夏至 (6月) | 夏至 (6月) | 秋分 (9月) | 秋分 (9月) | 冬至 (12月) | 冬至 (12月) |
| 年   | 日         | 時刻       | 日         | 時刻       | 日         | 時刻       | 日          | 時刻        |
| ---- | ---------- | ---------- | ---------- | ---------- | ---------- | ---------- | ----------- | ----------- |
| 2002 | 20         | 19:16      | 21         | 13:24      | 23         | 04:55      | 22          | 01:14       |
| 2003 | 21         | 01:00      | 21         | 19:10      | 23         | 10:47      | 22          | 07:04       |
| 2004 | 20         | 06:49      | 21         | 00:57      | 22         | 16:30      | 21          | 12:42       |
| 2005 | 20         | 12:33      | 21         | 06:46      | 22         | 22:23      | 21          | 18:35       |
| 2006 | 20         | 18:26      | 21         | 12:26      | 23         | 04:03      | 22          | 00:22       |
| 2007 | 21         | 00:07      | 21         | 18:06      | 23         | 09:51      | 22          | 06:08       |
| 2008 | 20         | 05:48      | 20         | 23:59      | 22         | 15:44      | 21          | 12:04       |
| 2009 | 20         | 11:44      | 21         | 05:45      | 22         | 21:18      | 21          | 17:47       |
| 2010 | 20         | 17:32      | 21         | 11:28      | 23         | 03:09      | 21          | 23:38       |
| 2011 | 20         | 23:21      | 21         | 17:16      | 23         | 09:04      | 22          | 05:30       |
| 2012 | 20         | 05:14      | 20         | 23:09      | 22         | 14:49      | 21          | 11:11       |
| 2013 | 20         | 11:02      | 21         | 05:04      | 22         | 20:44      | 21          | 17:11       |
| 2014 | 20         | 16:57      | 21         | 10:51      | 23         | 02:29      | 21          | 23:03       |
| 2015 | 20         | 22:45      | 21         | 16:38      | 23         | 08:20      | 22          | 04:48       |
| 2016 | 20         | 04:30      | 20         | 22:34      | 22         | 14:21      | 21          | 10:44       |
| 2017 | 20         | 10:28      | 21         | 04:24      | 22         | 20:02      | 21          | 16:28       |
| 2018 | 20         | 16:15      | 21         | 10:07      | 23         | 01:54      | 21          | 22:23       |
| 2019 | 20         | 21:58      | 21         | 15:54      | 23         | 07:50      | 22          | 04:19       |
| 2020 | 20         | 03:50      | 20         | 21:44      | 22         | 13:31      | 21          | 10:02       |
| 2021 | 20         | 09:37      | 21         | 03:32      | 22         | 19:21      | 21          | 15:59       |
| 2022 | 20         | 15:33      | 21         | 09:14      | 23         | 01:04      | 21          | 21:48       |
| 2023 | 20         | 21:25      | 21         | 14:58      | 23         | 06:50      | 22          | 03:28       |
| 2024 | 20         | 03:07      | 20         | 20:51      | 22         | 12:44      | 21          | 09:20       |
| 2025 | 20         | 09:02      | 21         | 02:42      | 22         | 18:20      | 21          | 15:03       |

## 名称
日本語では2つの至点はそれぞれ夏至点（太陽の赤緯が最大となる点）・冬至点（太陽の赤緯が最小となる点）と呼ばれる。
英語の場合には、強調したい特徴に応じて以下のようないくつかの異なる呼び名が用いられる。
- Summer solstice と winter solstice は最もよく用いられる名称である。しかしこの呼び方は、北半球と南半球では季節が逆であるために意味が若干曖昧になりうる。
- Northern solstice と southern solstice は太陽の運動の方向を示す呼び名である。northern solstice は6月にあり、この時太陽は北半球の北回帰線の真上に来る。southern solstice は12月にあり、この時太陽は南半球の南回帰線の真上に来る。
- June solstice と December solstice は "summer" 及び "winter" という語を用いる名称の代わりとなるもので、どちらの半球での季節を意図するかによらない呼び名である。しかしこの呼び名も汎用的なものではない。なぜなら、太陽が至点に達する日が毎年同じ月になる太陽暦を使わない人々も地球上にはいるからである（例えばユダヤ暦などがこれに当たる）。また、地球外の惑星などでは必ずしも季節が存在するわけではないため、やはりこの名称は使いにくい。
- 天文学ではかつて the first point of Cancer と the first point of Capricorn という名称も用いられていた。この Cancer, Capricorn は、それぞれ黄道十二宮の巨蟹宮（黄経90°～120°）と磨羯宮（黄経270°～300°）のことであって、星座のかに座とやぎ座ではないので注意[要出典]。現在の黄道座標は赤道座標同様、春分点を起点として通しで数えるので、この名称が使われることはない。

## 太陽に対する地球の位置
至点は地球から太陽を見た場合の概念であるが、地球が太陽のまわりを公転していることから、この節では太陽を基準にした地球の位置について述べる。

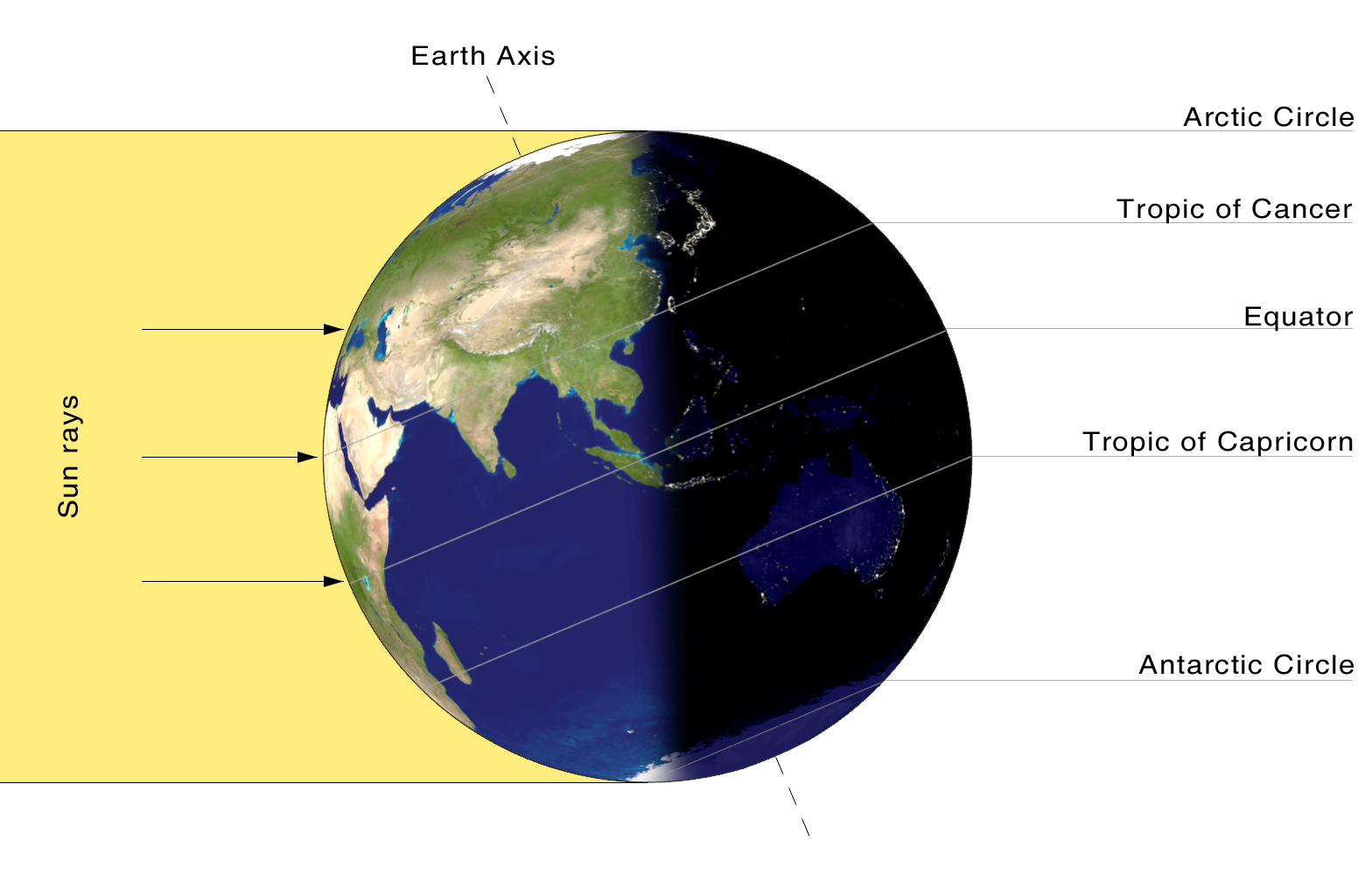
夏至における太陽光の当たり方
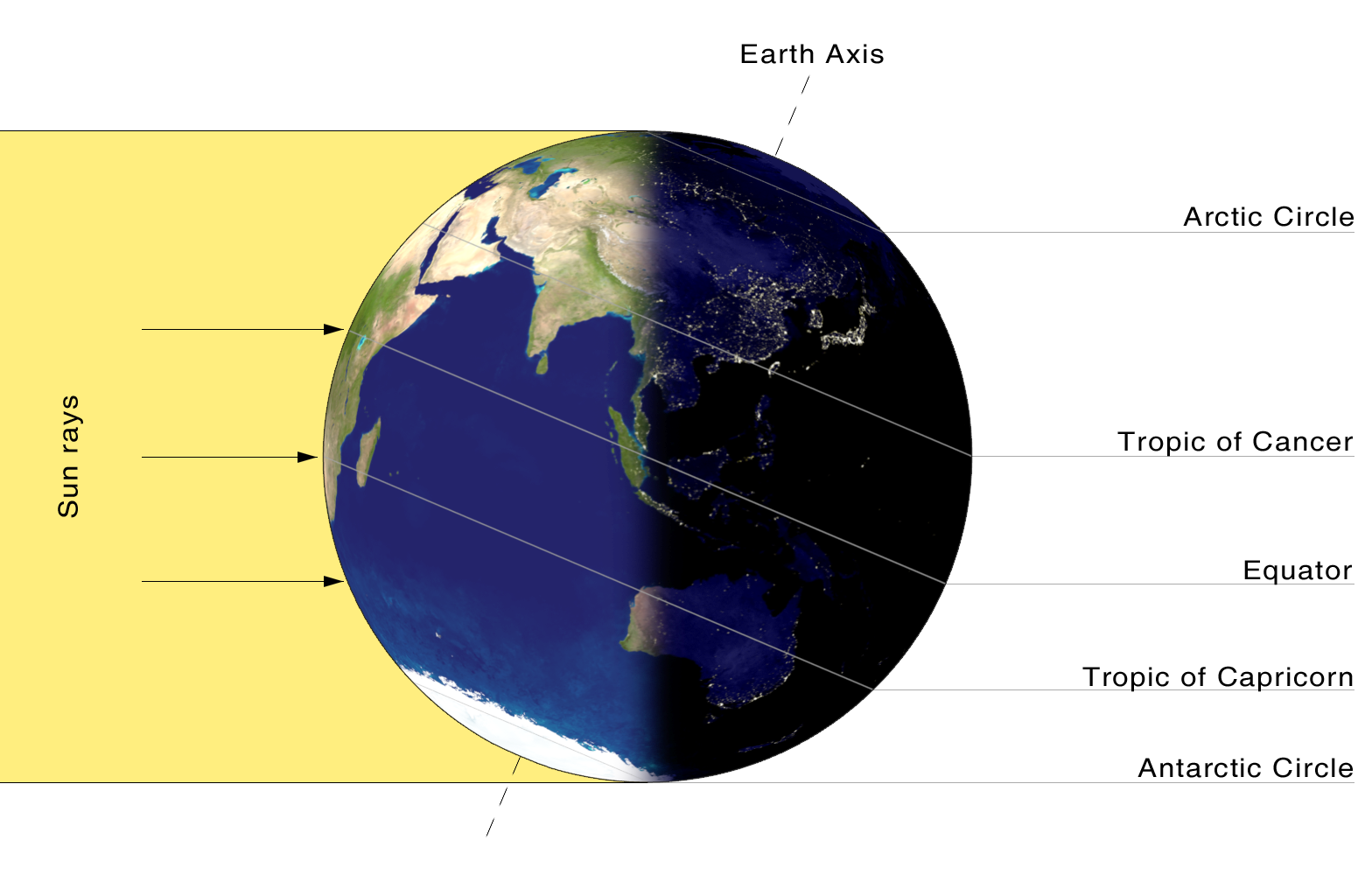
冬至における太陽光の当たり方
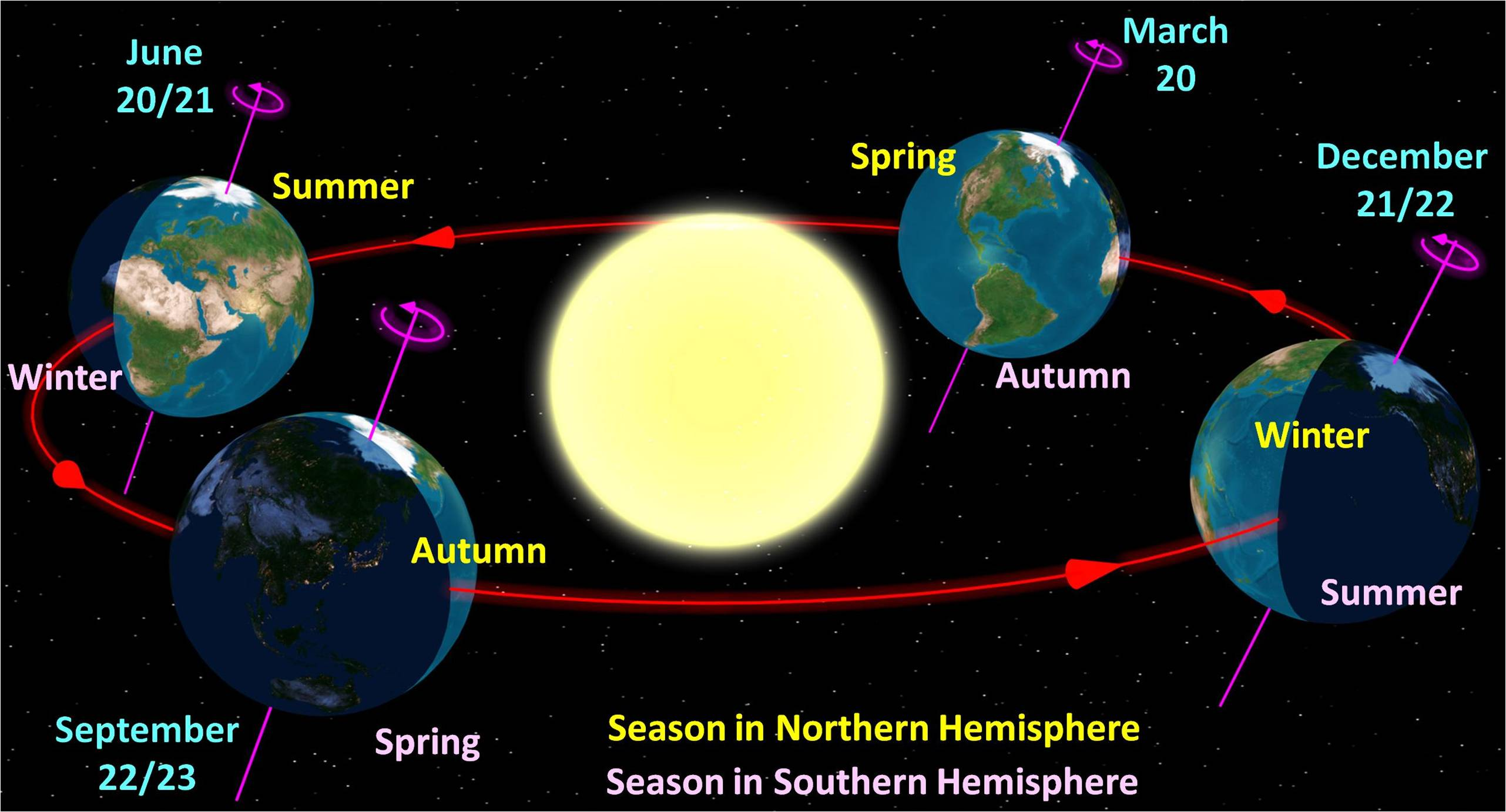
北側から見た地球の四季。右奥が冬至の地球
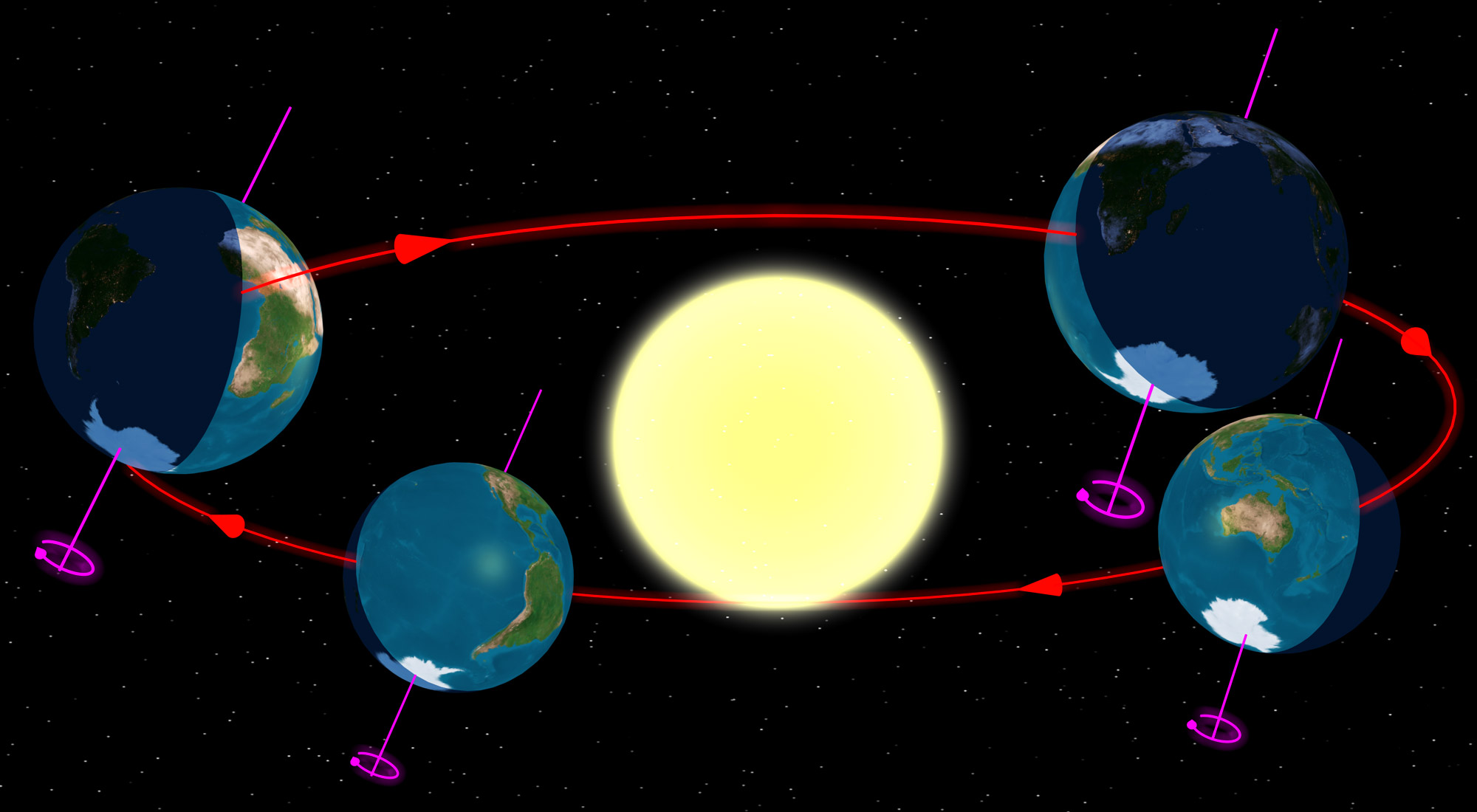
南側から見た地球の四季。左奥が夏至の地球

地球に季節が生じる原因は、地球の自転軸が公転面に対して垂直でなく約23.44度傾いており（これを赤道傾斜角と呼ぶ）、かつこの自転軸の向きが慣性系に対して不変であるためである。この結果、地球の北半球は半年（およそ3月20日から9月22日頃まで）の間、太陽に近づくように傾いており、この傾きは6月21日頃に最大となる。またこれ以外の半年間は南半球側が太陽に近づくように傾いており、この傾きは12月21日頃に最大となる。このように各半球の太陽に対する傾きが最も大きくなる2回の瞬間が、太陽が至点に達する時である。
本項冒頭の表はここ数年間の太陽が分点・至点に達する日時を挙げたものである。
夏至の日、北緯23.44度の北回帰線上の地点では太陽は正午に天頂に達する。同様に冬至の日には南緯23.44度の南回帰線上の地点では太陽は正午に天頂に達する。地球上でこの2つの緯線の間にある地域は熱帯と呼ばれ、この地域では少なくとも1年に2回、太陽が天頂に達する。
また夏至の日には、北極圏の南限である北緯66.56度の地点で深夜に太陽がちょうど地平線に達し、これよりも北の地域では24時間太陽が地平線上に上っているのを見ることができる。これは白夜または midnight sun, midsummer-night sun などと呼ばれる。一方、南極圏の北限である南緯66.56度の地点では真昼に太陽がちょうど地平線に達し、これよりも南の地域では一日中太陽が上らない。これを極夜と呼ぶ。冬至の日には両半球での太陽の動きは上記と逆になる。
熱帯と極圏の中間の緯度では、冬至から夏至までの間は太陽の上っている時間が毎日長くなり、高度も日毎に高くなる。夏至から冬至までの間は太陽の上っている時間は毎日短くなり、高度は日毎に低くなる。これが夏に暑く冬に寒くなる理由である。

## 地球上から見た季節変化
前節の説明は地球外の宇宙空間にいる観測者から見た場合に有用である。このような観測者は地球がどのように太陽の周りを公転し、地球表面での太陽光の分布がどのように変化するかを見ることができる。
地球上にいる観測者にとっては、太陽が天球上をどのように運行するかを見ることも有用である。この節の画像はこのような見方に基づき、日周運動によって太陽が天球上を移動する軌跡を表したものである。これらの画像では、夏至と冬至における太陽の位置が1時間おきに描かれている。2本の軌跡のうち長い方が夏至、短い方が冬至の太陽の軌跡を表す。2本の軌跡は天球上で互いに46.88度 (2 × 23.44°) 離れている。
また、これらの画像には高度-18度までの地平線下の太陽も描かれている。太陽高度が地平線下でこの範囲にある間は薄明の時間帯となる。これらの画像は北半球でも南半球でも用いることができる。これらの図で観測者は海の真ん中にある孤島の木の根元付近に座っていると仮定している。地平面上の緑色の矢印は東西南北の方向を示す。
- 北半球では、北が画面向かって左方向になり、太陽は東（画面奥）から上って南中し、西（画面手前）に沈む。冬至から夏至までの間、日の出と日の入りの位置は北へ移動し、夏至から冬至までの間は南へ移動する。
- 南半球では、南が画面向かって左方向になり、太陽は東（画面手前）から上って北中し、西（画面奥）に沈む。冬至から夏至までの間、日の出と日の入りの位置は南へ移動し、夏至から冬至までの間は北へ移動する。

この5枚の図では、以下の5つの場合の太陽の軌跡が描かれている。

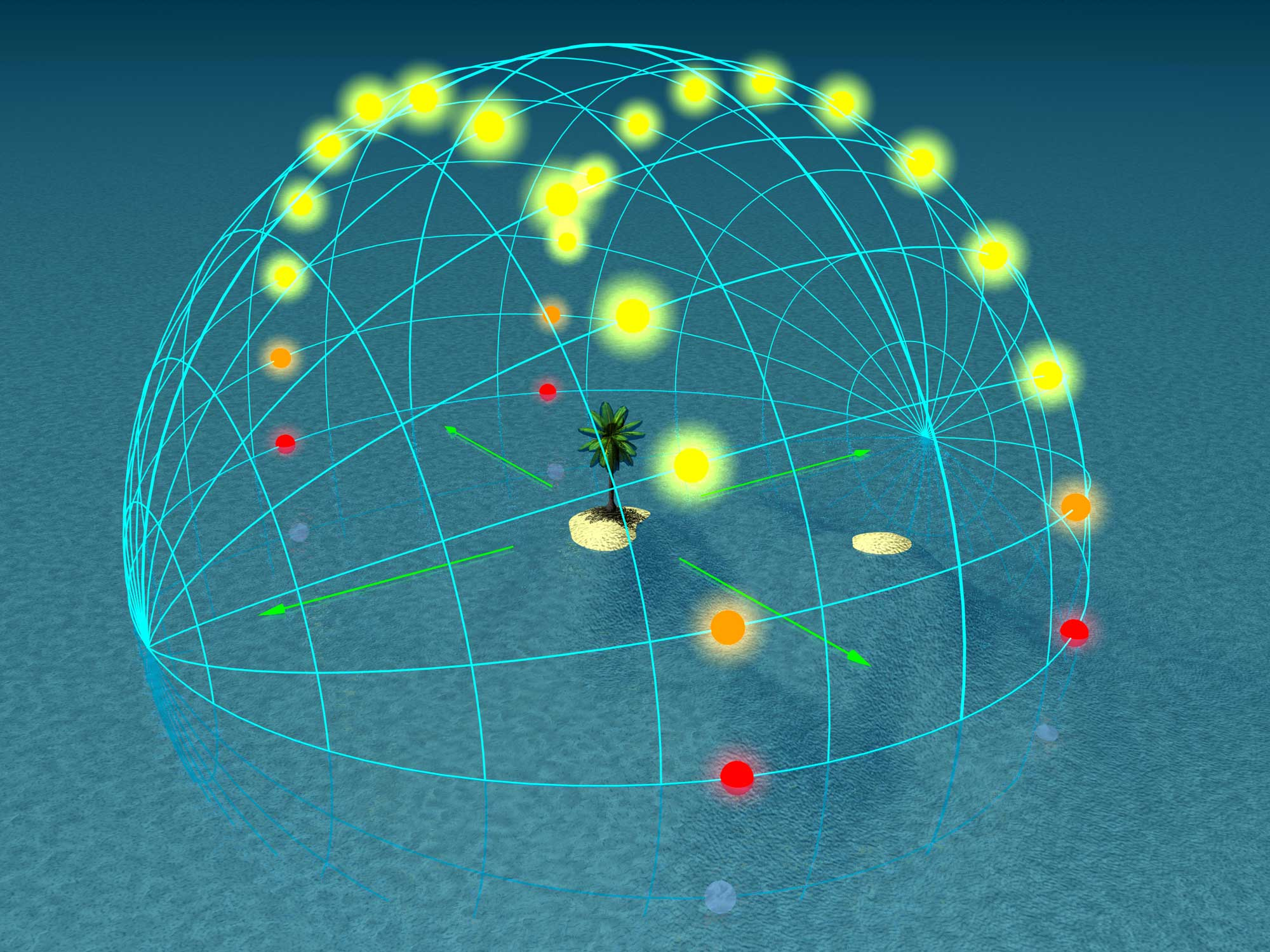
赤道上での太陽の軌跡

- 赤道上では太陽は頭上の真上に毎日来るわけではない。実際には太陽が天頂に達するのは年に2回、春分と秋分の時だけである。夏至と冬至は太陽が天頂から最も離れる日で、これらの日には太陽は北または南からの高度が66.56度にしかならない。赤道上で特別なのは、夏至や冬至を含めて一年中、昼の長さが約12時間でほぼ一定であることである。よって赤道付近の地域では夏や冬という区別はあまり意味を持たない。その代わり、これらの熱帯地方には乾季と雨季という区別がしばしば存在する。

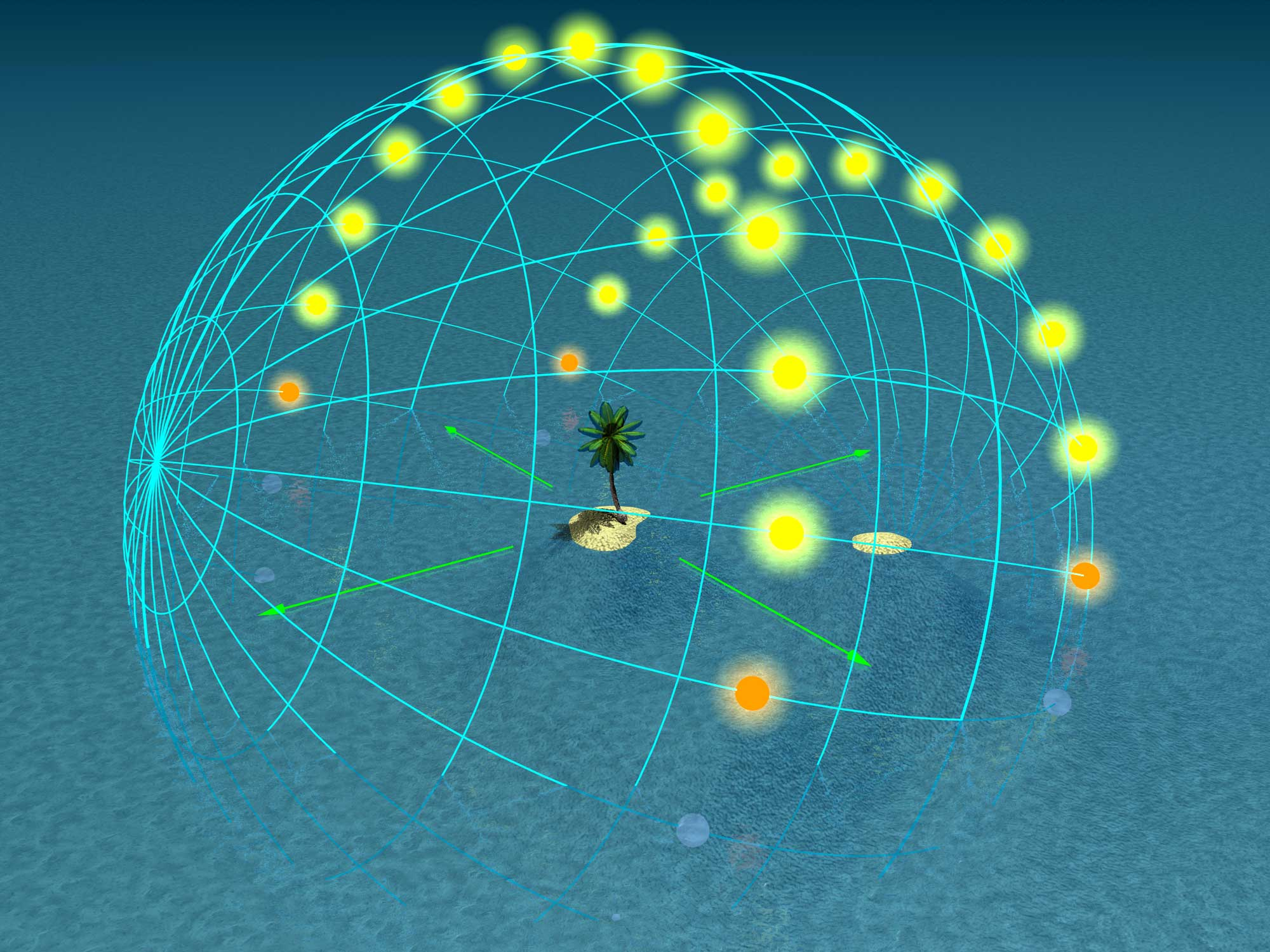
緯度20°での太陽の軌跡

- 緯度20度の地点では、太陽の南中（北中）高度は冬至では46.56度、夏至では93.44度である。この場合、夏至の南中（北中）の時には太陽は北（南）寄りの高度86.56度にあることを意味している。例として南半球では、太陽は冬には北の空にあるが、真夏には天頂を越えて南の空に達する。夏の昼間は冬よりも長いが、その差は2～3時間を超えることはない。地平線付近での太陽の軌跡は一年を通じて傾きが急なため、薄明は1時間ほどしかない。

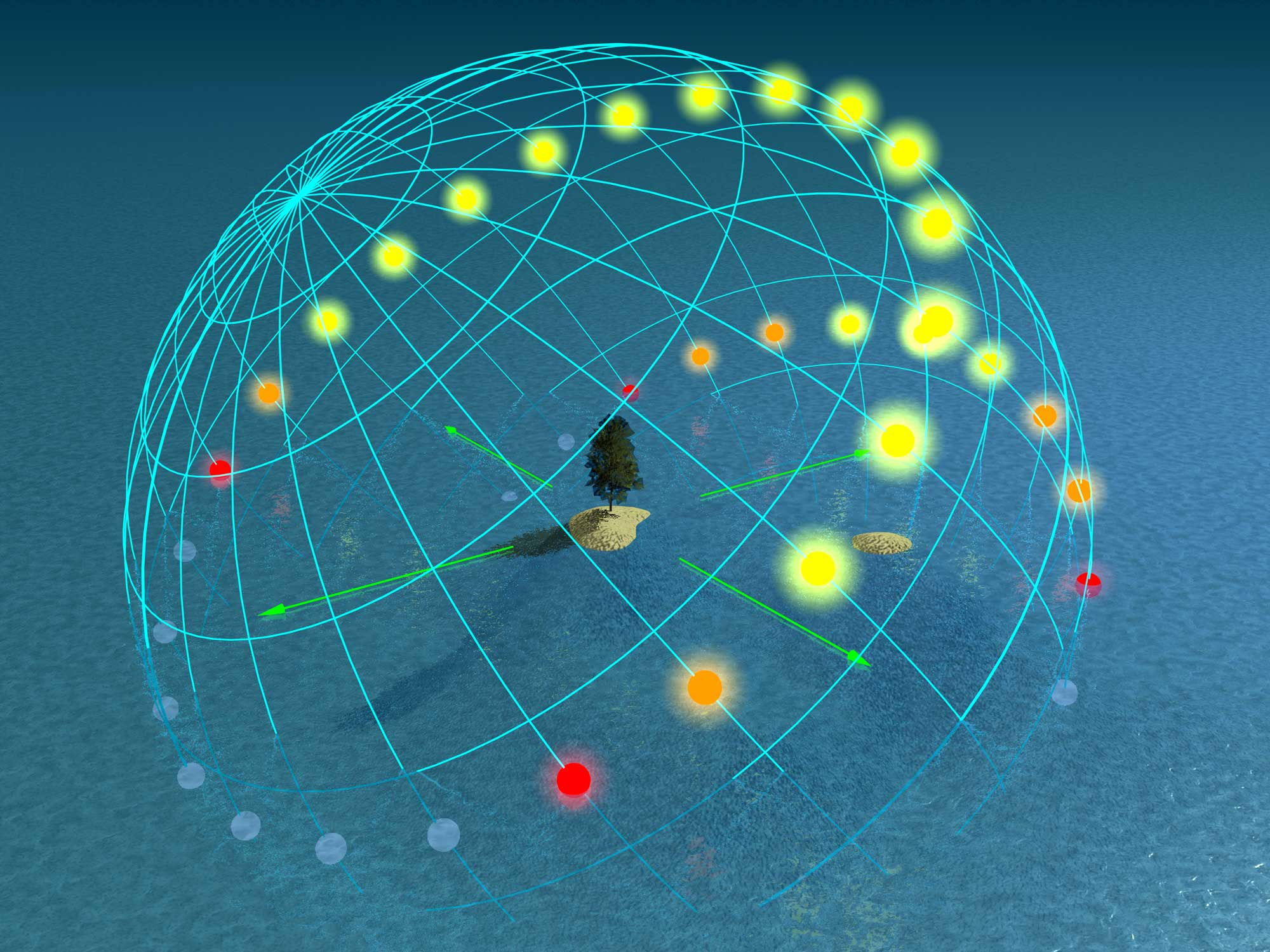
緯度50°での太陽の軌跡

- 緯度50度の地点では、冬の太陽は正午でも16.56度より高く上ることはないが、夏至には63.44度に達する。太陽高度が最も高くなる時の太陽の方角は一年を通じて同じである（すなわち太陽が天頂を越えることはない）。夏と冬で昼間の長さは大きく変化する。また、日の出と日の入りの位置も季節によって大きく変わる。さらに、地平線付近での太陽の軌跡の傾きも夏と冬で変わる。冬の太陽が上る、また沈む時の角度は夏よりも浅い。従って、冬の太陽は夏に比べて高度が低いだけでなく、上る早さも遅い。しかし逆に、夏の太陽は地平線下での動きが遅いため、薄明が長い時間続く。この緯度では夏至の深夜の太陽高度は地平線下16.56度にしかならないため、天文薄明が一晩中続くことになる。この現象は gray nights と呼ばれ、天文観測に適した暗さに決してならない。緯度が60度より高くなると太陽の軌跡はより地平線に近くなり、夏至でも高度が6.56度にしかならない。よってこの緯度では市民薄明が一晩中続くことになる。この現象は white nights と呼ばれる。緯度が約66度を超えて北極圏または南極圏に入ると白夜が見られる。

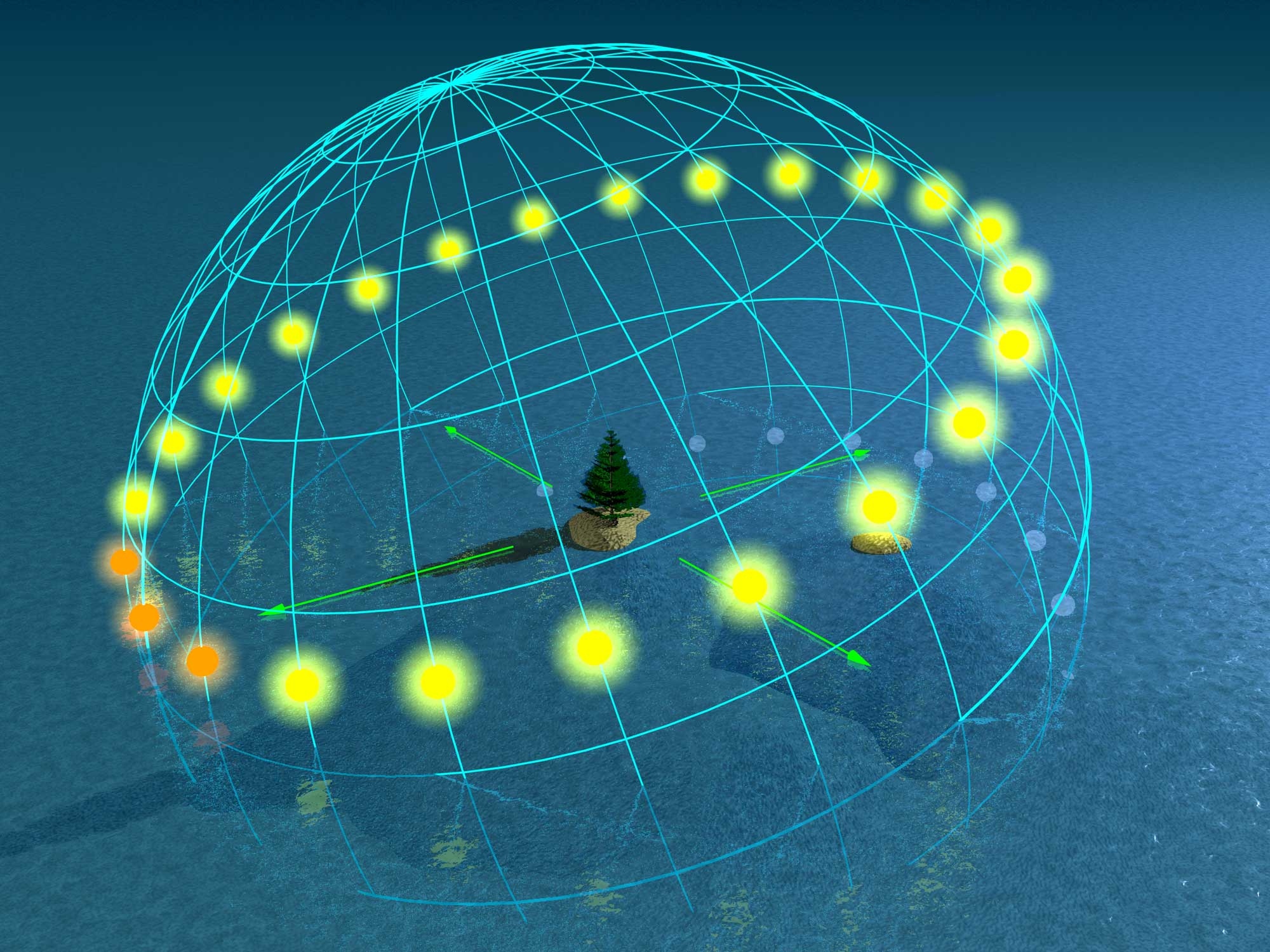
緯度70°での太陽の軌跡

- 緯度70度の地点では、地方時の正午における太陽は冬至には高度-3.44度で、夏至には43.44度となる。言い換えれば、冬の太陽は地平線上に上ることがなく、極夜となる。極夜の間も明るい薄明が続く。地方時の深夜に夏至の太陽は高度3.44度となり、沈むことがない。すなわち白夜となる。

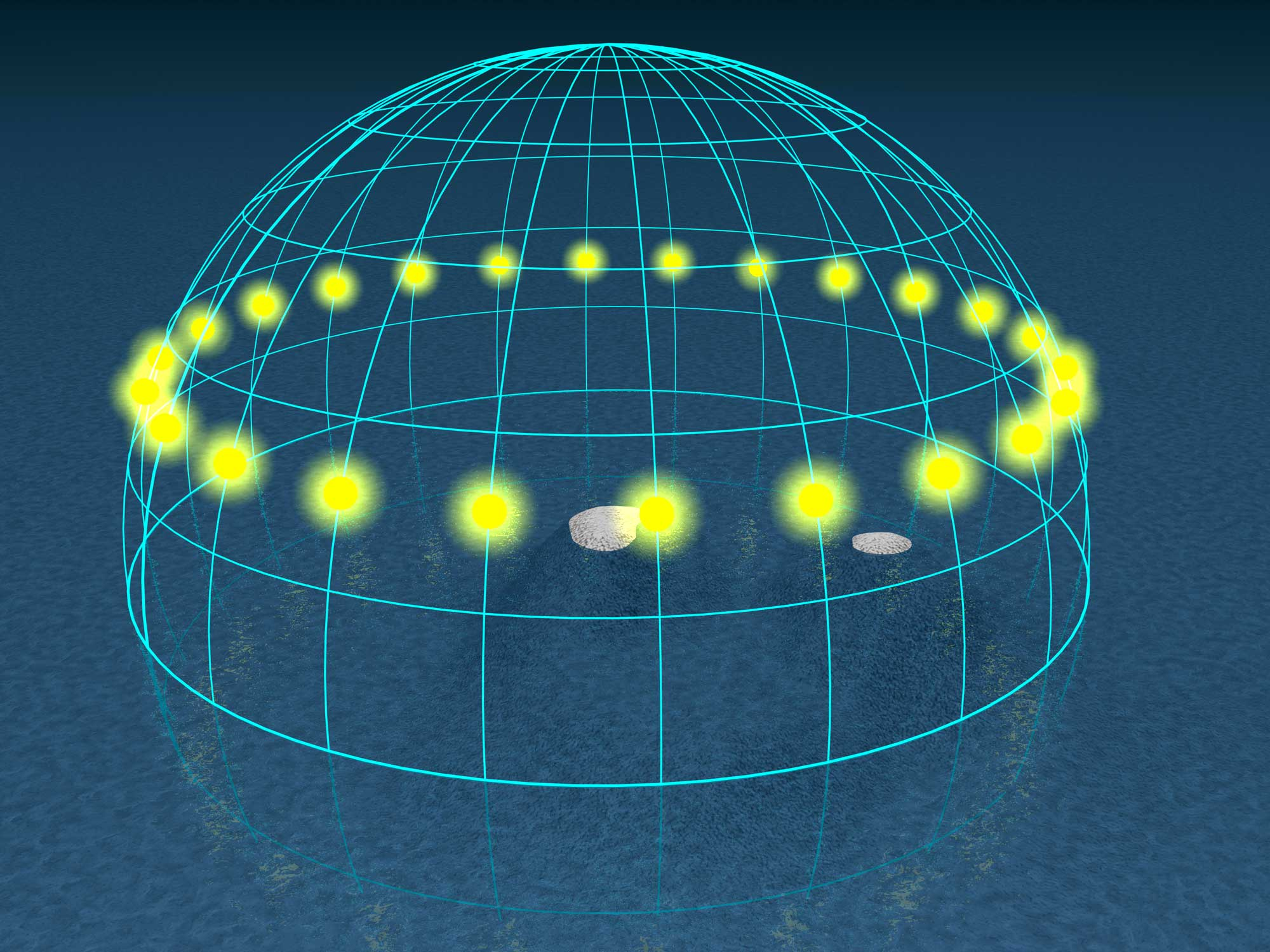
極での太陽の軌跡

- 極点での太陽は一日中同じ高度である。夏至の太陽高度は地平線上23.44度、冬至の太陽高度は地平線下23.44度となる。冬至の太陽高度は薄明にすらならないほど低い。

実際には大気差があるため、太陽の幾何学的な位置が地平線下にある場合でも実際の太陽は地平線上に上っている場合がある。

## 文化的視点
多くの文化圏では冬至・夏至・春分・秋分やこれらの中間の時点を様々な方法で祝う習慣がある。そのため、これらの時期には様々な休日が設けられていることが多い。冬至については、最もよく知られた休日はクリスマスである。同様に、イランのヤルダ、古代ローマのサチュルナリア、スラブ地方の Korochun、ユダヤ教のハヌカー、アフリカ系アメリカ人のクワンザ、北欧のユールなどがこの時期に祝われる。夏至の祭としては、カトリック文化圏や北欧プロテスタント文化圏で6月23日から6月24日にかけて行なわれる聖ヨハネの祝祭などがある（夏至祭を参照）。ウイッカの Litha も同様である。春分の前後にも様々な春の祭りが行なわれる。例としてユダヤ教の過越の祭りなどがある。秋分にもユダヤ教の仮庵の祭りを初めとしていろいろな休日が存在する。また、これら4つの時期の中間にも cross-quarter days などの祝祭日が存在する。
多くの文化では至点や分点は midsummer や midwinter と呼ばれるように季節の中間点も定めている。これと同様に日本では、それぞれの季節の始まりを節分として祝う習慣がある。